# Памятник Чернышевскому (Саратов, площадь Чернышевского)
Па́мятник Черныше́вскому — установлен на площади Чернышевского возле Парка Липки на пересечении улиц Радищева и Волжской в Саратове.

## История
Памятник Николаю Гавриловичу Чернышевскому расположен на месте памятника Александру II на Новособорной площади (ныне площадь Чернышевского) возле Парка Липки. Первый памятник создал в 1918 году скульптор Дундук Павел Фёдорович (15.11.1889-16.01.1940). Первоначально это был окрашенный чёрной краской бюст из бетона или гипса. Этот памятник упоминается в романе Набокова «Дар»:
…если она [коронация] обойдётся благополучно, Чернышевского освободят: так меняли его на царей — и обратно (что получило впоследствии своё вещественное увенчание, когда его памятником советская власть заместила в Саратове памятник Александра Второго).

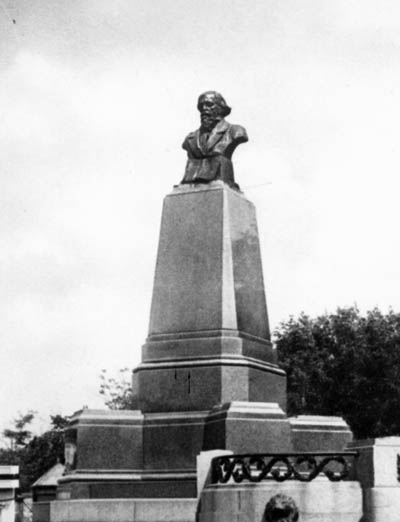
Фото на открытке 1918—1920 гг.

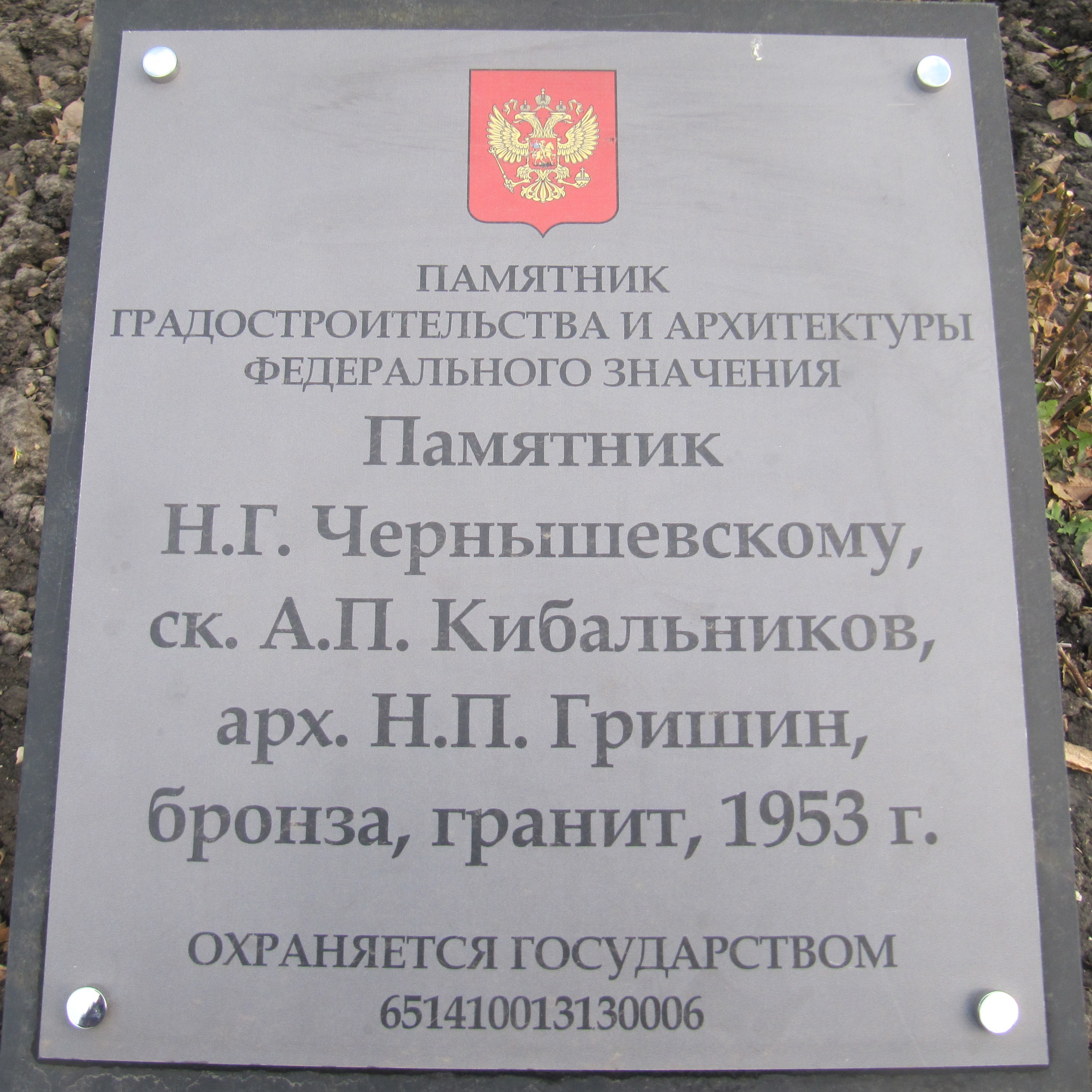
Памятник НГ Чернышевскому — табличка

Памятник был недолговечным, и в 1935 году был объявлен конкурс на новый памятник.

Памятник Чернышевскому (крупный план)

Однако второй памятник Чернышевскому работы Александра Кибальникова был установлен лишь в 1953 году. Памятник (ещё в глине) был одобрен Иосифом Сталиным, однако ему не понравились волосы Чернышевского, и он велел их обрезать, но, несмотря на это, когда памятник готовился к отливке, волосы вернули.